# 伊斯卡拉行动
伊斯卡拉行动（直译：火花行动）是苏联红军在第二次世界大战中为解除德军对列宁格勒的包围执行的一次军事行动，该行动的计划在锡尼亚维诺攻势失败后即开始制定。德军于1942年底在斯大林格勒的失败削弱了整个东线战场的兵力。1943年1月，苏军在整个战线上以南线战场为重心，计划或实施反攻。伊斯卡拉行动是苏联1942年－1943年冬季大反攻的最北端组成部分。
行动由列宁格勒方面军和弗尔霍夫方面军及波罗的海舰队执行，于1943年1月12日开始、1月30日结束，目标是打通列宁格勒和外界的陆地联系。1月18日，苏军两支相向进攻的部队会师，突破了德军对列宁格勒的封锁。1月22日之后，战线趋于稳定。该行动开辟出一条约8公里－10公里宽的走廊。很快，一条新的铁路在走廊上建成，大量补给物资得以运抵列宁格勒城，远超先前拉多加湖冰上公路的运输量。这大大降低了德军占领列宁格勒、与芬军会师的风险。
该行动的胜利引发了不到两周后更为雄心勃勃的北极星行动，但北极星行动只取得了极其有限的战果。连接列宁格勒的陆地走廊始终处于德军炮火范围内，列宁格勒之围直到1944年1月27日才被最终解除。